# Municipio de Pickering
El municipio de Pickering (en inglés: Pickering Township) es un municipio ubicado en el condado de Bottineau en el estado estadounidense de Dakota del Norte. En el año 2010 tenía una población de 193 habitantes y una densidad poblacional de 2,09 personas por km².

## Geografía
El municipio de Pickering se encuentra ubicado en las coordenadas 48°51′23″N 100°30′49″O / 48.85639, -100.51361. Según la Oficina del Censo de los Estados Unidos, el municipio tiene una superficie total de 92.13 km², de la cual 92,09 km² corresponden a tierra firme y (0,04 %) 0,03 km² es agua.

## Demografía
Según el censo de 2010, había 193 personas residiendo en el municipio de Pickering. La densidad de población era de 2,09 hab./km². De los 193 habitantes, el municipio de Pickering estaba compuesto por el 96,37 % blancos, el 1,04 % eran amerindios y el 2,59 % eran de una mezcla de razas. Del total de la población el 0,52 % eran hispanos o latinos de cualquier raza.